# Trockenborn-Wolfersdorf
Trockenborn-Wolfersdorf là một đô thị thuộc huyện Saale-Holzland, trong bang Thüringen, Đức. Đô thị Trockenborn-Wolfersdorf có diện tích 18,93 km².